# غران باراديسو
غران باراديسو (بالفرنسية: Grand Paradis)‏، هو جبل في جبال غراين الألب، الواقعة بين وادي أوستا وبيدمونت مناطق شمال غرب إيطاليا.

## الجغرافيا
قمة الجبلهي أعلى سابع قمة جبلية في جبال غراين الألب، مع ارتفاع يبلغ 4061 متر، وهي قريبة من مون بلون (مونت بلانك) على الحدود القريبة مع فرنسا.

## وصلات خارجية
- Ebyte.it, Gran Paradiso massif, a panorama with the names of all peaks